# Euphyia perductata
Euphyia perductata là một loài bướm đêm trong họ Geometridae.